# Viéthorey
Viéthorey település Franciaországban, Doubs megyében. Lakosainak száma 91 fő (2022. január 1.). Viéthorey Fontenelle-Montby, Fontaine-lès-Clerval, Gondenans-Montby, Mésandans, Vergranne és Voillans községekkel határos.

## Népesség
A település népessége az elmúlt években az alábbi módon változott:
| Lakosok száma | 159  | 107  | 109  | 132  | 105  | 95   | 94   | 94   | 93   | 91   |
|               | 1968 | 1982 | 1990 | 2006 | 2013 | 2015 | 2017 | 2019 | 2020 | 2022 |